# Beriev Be-6
Il Beriev Be-6 (in cirillico Бериев Бе-6, designazione USAF/DoD "Type 34", nome in codice NATO Madge) era un idrovolante a scafo realizzato completamente in metallo dalla casa sovietica Beriev a partire dal 1949 e restato in servizio fino alla fine degli anni sessanta.
Era un aereo ad ala a gabbiano con due derive verticali di forma ovoidale. Costruito principalmente per la ricognizione marittima a lungo raggio e il pattugliamento costiero, poteva comunque essere utilizzato quale aerosilurante, bombardiere e aereo da trasporto.
Gli ultimi esemplari hanno volato quali aerei da trasporto disarmati nella regione artica.

## Versioni
- Be–6TR
- Be–6M
- Be–6SZSZ
- Be–6PLO

## Utilizzatori
Cina
- People's Liberation Army Naval Air Force

 Unione Sovietica
- Aviacija Voenno-Morskogo Flota